# TEMC
TEMC 주식회사는 대한민국의 반도체 및 디스플레이 공정에 사용되는 특수 가스 및 의료용 가스를 제조 판매하는 소재 기업이다.

## 사업장 현황
- 본사: 충청북도 보은군 삼승면 남부로 3750-148
- 청주사업장: 충청북도 청주시 상당구 가덕면 국전삼항길 130